# Cantone di Aubin
Il Cantone di Aubin era una divisione amministrativa dell'arrondissement di Villefranche-de-Rouergue.
A seguito della riforma approvata con decreto del 21 febbraio 2014, che ha avuto attuazione dopo le elezioni dipartimentali del 2015, è stato soppresso.

## Composizione
Comprendeva i comuni di:
- Aubin
- Cransac
- Firmi
- Viviez